# P901i
FOMA P901i（フォーマ・ピー きゅう まる いち アイ）は、パナソニック モバイルコミュニケーションズによって開発された、NTTドコモの第三世代携帯電話 (FOMA) 端末製品である。

## 概要
901iシリーズとしてSH901iC、F901iC、N901iC、D901iに次いで5番目に発売された。ワンタッチ開閉できる折りたたみ式を採用。OSはN901iCと同じくLinuxを採用。
外部メモリーはminiSDカード(ドコモ発表では256MBまで、それ以上は自己責任で使用)対応である。
カメラ性能は、アウトカメラはνMaicovicon約202万画素で、オートフォーカスには対応していない。パナソニック製端末では初のνMaicovicon搭載機である（νMaicoviconの初搭載は日本電気のN900iG）。主にテレビ電話用のインカメラはCMOS約32万画素。
この端末のボタンは黄緑色に光る。
P900iに引き続きカスタムジャケットに対応している。4隅4本のミニ六角ネジを、付属のドライバーを使って取り外す事が可能。外部ジャケットを付けた場合は109g。外部ジャケットを付けない場合は104gで90xi最軽量の端末になる。また外部ジャケットをプリンターなどで自作することが可能である。ちなみにその後発売された同社製のP700iでもカスタムジャケットが付けられない点以外は、殆ど同一の大きさで外観のデザインは全く同じである。販売時には始めから、模様のついたカスタムジャケットが取り付けられており、本体色の他にカスタムジャケット違いによる複数のパッケージバリエーションが存在する。
サントリーの缶コーヒーBOSSの懸賞賞品としてBOSS仕様のP901i(通称：ボス電)があるが、当選数が200人と極端に少ない為、希少品となっている。
901iシリーズ共通の特徴として、着うたや着モーションの最大再生容量を300KBから500KBに拡大、iモードメールの添付ファイルの最大容量も100KBから500KBに拡張、ツインスピーカー搭載、iアプリの3Dグラフィックス機能強化、Flashからの端末情報取得、外部からのコンテンツに対して問題要素を検出する「セキュリティスキャン機能」を搭載しているなど、iモードにまつわる機能が強化された。また、デジタルオーディオプレーヤー機能が正式対応になったが連続再生と閉じたままの再生は出来ない。
文字入力方式は、通常文字入力方式、2タッチ方式、T9方式の3種類が利用可能。T9は変換辞書があまり良くなく、また操作性もあまり良くないため実用的ではないと思われる。
予定されていた800MHz帯とのデュアルバンド機能は見送られ、P901iSから搭載される。
P901iとP901iSにはFF2がプリ・インストールされており、またP901iTVも専用サイトから20万人限定ダウンロードが可能であった。
また同様に、N901iSにはDQ2がプリ・インストールされている。

## デフォルト内蔵iアプリ
購入時にプリインストールされているiアプリは以下の7つである。いずれもユーザーが削除しても、パナソニック携帯パワーアップサイト「P-SQUARE」からダウンロードして再インストールすることが可能。
- BombLink2 Surround
- Dimo i 絵文字メール
- Gガイド番組表リモコン
- TRANCE PINBALL SURROUND (TP surround)
- インフォスクリーン
- ジャケットコーディネーター
- ファイナルファンタジーII

## 歴史
- 2004年11月12日：技術基準適合証明 (TELEC) 通過
- 2004年11月17日：電気通信端末機器審査協会 (JATE)通過
- 2004年11月17日：SH901iC・N901iC・D901i・F901iCと同時にドコモよりプレスリリース
- 2005年2月4日：全国で発売開始

## 不具合
細々とした不具合のバグフィックスを施したアップデートが2005年末に公開された。また、不具合と迄はいかないが、スケジュールやアラームの設定途中に画面が遷移するまでの時間が掛かり過ぎる現象が発生する（兄弟端末ともいえるP700iでも同様）。メールを打つ早さが速いと追い付かなくなり､一時的に固まったりする等かなりもっさりしている。